# ピグミースタジオ
株式会社ピグミースタジオ（英: Pygmy Studio Co.,Ltd.）は、日本のコンピュータゲームメーカー。コンピュータエンターテインメント協会正会員。
従業員数は50名（2014年4月時点）所在地は大阪市中央区南本町。2007年に小清水史が設立。社名はこびとの妖精が集まるスタジオという意味で命名。

## 概要
ソニー・コンピュータエンタテインメントのゲームやろうぜ!1stチームのディレクター小清水を中心に、2007年に株式会社ピグミースタジオとして設立される。
業務用および家庭用コンピュータゲーム、ソフトウェアの研究・開発が主な事業内容である。
モバイルゲームの受託開発が中心となっている。
また、近年では、アート系を中心としたゲームを制作、販売している。

## 沿革
- 2007年11月 - 会社設立
- 2012年2月 - 株式会社ソニー・コンピュータエンタテインメントとPlayStationライセンシー契約締結
- 2012年11月 - 資本金を5,000,000円に増資
- 2013年9月 - アクティブゲーミングメディアPLAYISMとPSプラットフォームにおける業務提携
- 2013年11月 - 資本金を10,000,000円に増資
- 2014年4月 - 一般社団法人コンピュータエンターテインメント協会の正会員となる
- 2014年5月 - Rising Star Games Ltdと海外販売における業務提携
- 2015年3月 - 資本金を30,000,000円に増資
- 2016年 - ニッポンイタチョコシステムジャパン合同会社を設立

## 作品
- UFC 2009 Undisputed(PlayStation 3、Xbox 360)
- UFC Undisputed 2010(PlayStation 3、Xbox 360)
- ユーフロリア（PlayStation Mobile）[1]
- 僕は森世界の神となる（PlayStation Vita、iOS、Android、PlayStation Mobile）[2][1]
- Forevolution（PlayStation Mobile）[1]
- 野犬のロデム（PlayStation Vita、iOS、Android、PlayStation Mobile）[3][1]
- LA-MULANA EX（PlayStation Vita）[4][5]
- ボコスカウォーズII（PlayStation 4、XBox One）
- 弁当の素晴しさをあの2度3度（iOS、Android）
- 弁当の素晴しさをあの2度3度〜生ハムと焼うどん編（PlayStation Vita、iOS、Android）